# Scott Robertson
Scott Robertson (ur. 7 kwietnia 1985 w Dundee) – szkocki piłkarz występujący na pozycji pomocnika.

## Kariera klubowa
Robertson zawodową karierę rozpoczynał w 2003 roku w zespole Dundee F.C. ze Scottish Premier League. Przed debiutem w jego barwach, na początku 2004 roku został wypożyczony do Peterhead z Third Division. Pod koniec 2004 roku wrócił do Dundee. W Scottish Premier League zadebiutował 15 stycznia 2005 roku w wygranym 3:1 pojedynku z Inverness. W tym samym roku spadł z zespołem do Scottish First Division. W Dundee spędził jeszcze 3 lata.
W 2008 roku Robertson przeszedł do Dundee United ze Scottish Premier League. Pierwszy ligowy mecz zaliczył tam 11 sierpnia 2008 roku przeciwko Hamilton (1:3). 27 września 2008 roku w wygranym 3:0 spotkaniu z Hearts strzelił pierwszego gola w Scottish Premier League. W 2010 roku zdobył z zespołem Puchar Szkocji.
27 lipca 2012 roku podpisał kontrakt z Blackpool.
28 stycznia 2013 roku podpisał obowiązujący do lata 2015 roku kontrakt z Hibernian.

## Kariera reprezentacyjna
W reprezentacji Szkocji Robertson zadebiutował 19 listopada 2008 roku w przegranym 0:1 towarzyskim meczu z Argentyną.